# Antaramej
Antaramej (tiếng Armenia: Անտառամեջ) là một đô thị thuộc tỉnh Gegharkunik, Armenia. Dân số ước tính năm 2011 là 161 người.